# Insamlingsstiftelsen Gatubarn
Insamlingsstiftelsen Gatubarn är en partipolitisk och religiöst obunden biståndsorganisation som verkat sedan år 1993 för att ge utbildning, mat, hälsovård och omsorg till barn som lever i utsatthet och fattigdom. Insamlingsstiftelsen arbetar både förebyggande och avhjälpande. 
Stiftelsens syfte är att bedriva välgörande ändamål till förmån för gatubarn i världen. Stiftelsen stödjer och samarbetar även med andra nationella och internationella organisationer för att utbyta erfarenheter som främjar stiftelsen syfte.
Insamlingsstiftelsen hjälper utsatta barn världen över, genom såväl långvariga samarbeten och verksamheter som akut hjälp till katastrofdrabbade länder och insatser för direkt överlevnad.

## Ordföranden
- – 2015 Louise Johansson
- 2015 Ali Belboul
- 2016 – Irene Quiding